# Sermersooq
Sermersooq (en groenlandés: Kommuneqarfik Sermersooq) es un municipio ubicado en el sur y suroeste de Groenlandia (Dinamarca), fundado el 1 de enero de 2009, en él se encuentra la capital Nuuk (antes llamada Godthåb), es el municipio más poblado del territorio, con 21.868 habitantes para 2013, fue creado con las antiguas municipalidades de Ammassalik, Ittoqqortoormiit, (este de Groenlandia) y Ivittuut, Nuuk y Paamiut (suroeste de Groenlandia).

## Geografía
El municipio ocupa la parte sur y suroeste de Groenlandia y posee una superficie estimada en 531 900 km² lo que lo hace el municipio más grande del territorio actualmente, en el extremo sur es flanqueado por el municipio de Kujalleq. Las aguas que fluyen en torno a la costa occidental del municipio son las del mar de Labrador, que se aproxima hacia el norte para formar el Estrecho de Davis que separa la isla de Groenlandia de la isla de Baffin en Canadá.
En el noroeste, el municipio está bordeado por el municipio Qeqqata, y más al norte por los municipios de Qeqertalik y Avannaata, en el norte el municipio limita con el parque nacional del noreste de Groenlandia, que no constituye un municipio sino un área no incorporada perteneciente a Groenlandia, Las costas del sureste están bordeadas por las aguas del estrecho de Dinamarca, que separa la isla de Groenlandia, de Islandia.
Entre otras islas del municipio, se encuentra Arsuup Uummannaa.

## Política
| A                | D | IA | N | S | ... |    |       |                          |  |
| 2008             | 2 | 5  | 7 |   | 6   | 1  | 21    | 56.8%                    |  |
| 2013             | 1 | 2  | 8 | 7 | 1   | 19 | 52.7% | Asii Chemnitz Narup (IA) |  |
| 2017             | 1 | 3  | 9 | 6 |     | 19 | 55.8% | Charlotte Ludvigsen (IA) |  |
| 2021             |   | 2  | 9 | 2 | 6   | 19 | 57.0% | Charlotte Ludvigsen (IA) |  |
| Datos de Valg.gl |   |    |   |   |     |    |       |                          |  |

## Poblaciones y asentamientos
- Arsuk
- Ikkatteq
- Isortoq
- Itterajivit (Illukasiit/Kap Hope)
- Ittoqqortoormiit (Scoresbysund)
- Kangilinnguit (Grønnedal)
- Kapisillit (Lakskaj)
- Kulusuk (Kap Dan)
- Kuummiut
- Nuuk (Godthåb)
- Paamiut (Frederikshåb)
- Qeqertarsuatsiaat (Fiskernæs)
- Sermiligaaq
- Tasiilaq (Oscarshavn)
- Tiniteqilaaq